# ران هاوارد
رونالد ویلیام هاوارد (انگلیسی: Ronald William Howard؛ زادهٔ ۱ مارس ۱۹۵۴) کارگردان، تهیه‌کننده، فیلم‌نامه‌نویس و بازیگر آمریکایی است. او ابتدا به‌عنوان بازیگر خردسال به شهرت رسید و در دههٔ ۱۹۶۰ بابت بازی در سیت‌کام اندی گریفیت شو توجه عموم را به خود جلب کرد. او بعدها نقش اصلی کمدی-درام دیوارنویسی آمریکایی (۱۹۷۳) و سیت‌کام روزهای خوش (۱۹۷۴–۱۹۸۰) را بر عهده داشت.
هاوارد بعد از آن به فیلم‌سازی روی آورد و چند فیلم را کارگردانی کرد که از میان آن‌ها، کمدی‌های شیفت شب (۱۹۸۲)، شلپ شلوپ (۱۹۸۴)، پدر و مادری (۱۹۸۹) و مقاله (۱۹۹۴) نظر منتقدان را به خود جلب کرد. او در سال ۱۹۹۵ مستند درام تحسین‌شدهٔ آپولو ۱۳ را کارگردانی کرد که نامزد دریافت جایزهٔ اسکار بهترین فیلم شد. این روند با ساخت فیلم زندگی‌نامه‌ای ذهن زیبا (۲۰۰۱)، درام ورزشی مرد سیندرلایی (۲۰۰۵)، درام تاریخی فراست/نیکسون (۲۰۰۸) و درام ورزشی شتاب (۲۰۱۳) تداوم یافت که مورد تحسین منتقدان قرار گرفتند. او علاوه بر این، فیلم‌های پرفروشی مانند فانتزی چگونه گرینچ کریسمس را دزدید (۲۰۰۰)، مجموعهٔ اکشن-ماجراجویی رابرت لنگدن (۲۰۰۶–۲۰۱۶) و وسترن فضایی سولو: داستانی از جنگ ستارگان (۲۰۱۸) را کارگردانی کرده‌است.
هاوارد برای ذهن زیبا جوایز اسکار بهترین کارگردانی و بهترین فیلم را کسب کرد و برای فراست/نیکسون بار دیگر نامزد دریافت این دو جایزه شد. در سال ۲۰۰۳ نشان ملی هنر به او اعطا شد. نام او در سال ۲۰۱۳ وارد تالار مشاهیر تلویزیون شد. هاوارد دو ستاره در پیاده‌روی مشاهیر هالیوود به دلیل مشارکت‌هایش در صنعت تلویزیون و سینما دارد.

## فیلم‌شناسی
| سال   | عنوان                        | کارگردان | تهیه‌کننده | نویسنده |
| ----- | ---------------------------- | -------- | --------- | ------- |
| ۱۹۷۷  | اتومبیل‌دزدی بزرگ             | آری      | نه        | آری     |
| ۱۹۸۲  | شیفت شب                      | آری      | نه        | نه      |
| ۱۹۸۴  | شلپ شلوپ                     | آری      | نه        | نه      |
| ۱۹۸۵  | پیله                         | آری      | نه        | نه      |
| ۱۹۸۶  | گانگ هو                      | آری      | آری       | نه      |
| ۱۹۸۸  | بید                          | آری      | نه        | نه      |
| ۱۹۸۹  | پدر و مادری                  | آری      | نه        | داستان  |
| ۱۹۹۱  | بازافروختگی                  | آری      | نه        | نه      |
| ۱۹۹۲  | دور و دورتر                  | آری      | آری       | داستان  |
| ۱۹۹۴  | مقاله                        | آری      | نه        | نه      |
| ۱۹۹۵  | آپولو ۱۳                     | آری      | نه        | نه      |
| ۱۹۹۶  | خون‌بها                       | آری      | نه        | نه      |
| ۱۹۹۹  | اد تی‌وی                      | آری      | آری       | نه      |
| ۲۰۰۰  | چگونه گرینچ کریسمس را دزدید  | آری      | آری       | نه      |
| ۲۰۰۱  | ذهن زیبا                     | آری      | آری       | نه      |
| ۲۰۰۳  | گمشده                        | آری      | آری       | نه      |
| ۲۰۰۵  | مرد سیندرلایی                | آری      | آری       | نه      |
| ۲۰۰۶  | رمز داوینچی                  | آری      | آری       | نه      |
| ۲۰۰۸  | فراست/نیکسون                 | آری      | آری       | نه      |
| ۲۰۰۹  | فرشتگان و شیاطین             | آری      | آری       | نه      |
| ۲۰۱۱  | معضل                         | آری      | آری       | نه      |
| ۲۰۱۳  | شتاب                         | آری      | آری       | نه      |
| ۲۰۱۵  | در دل دریا                   | آری      | آری       | نه      |
| ۲۰۱۶  | دوزخ                         | آری      | آری       | نه      |
| ۲۰۱۸  | سولو: داستانی از جنگ ستارگان | آری      | نه        | نه      |
| ۲۰۲۰  | مرثیه هیلبیلی                | آری      | آری       | نه      |
| ۲۰۲۲  | سیزده زندگی                  | آری      | آری       | نه      |
| آینده | کوچک شدن شاخه درخت           | آری      | آری       | نه      |
| آینده | بهشت                         | آری      | آری       | نه      |

| تهیه‌کننده - پاک و هوشیار (۱۹۸۸) - اتاق گاز (۱۹۹۶) - اختراع ابوت‌ها (۱۹۹۷) - آلامو (۲۰۰۴) - جورج کنجکاو (۲۰۰۶) - بی‌قرار (۲۰۱۱) - کابوی‌ها و بیگانگان (۲۰۱۱) - دروغ خوب (۲۰۱۴) - برج تاریک (۲۰۱۷) - تیک، تیک… بوم! (۲۰۲۱) | مدیر اجرایی تولید - سرزمین هیچ‌کس (فیلم ۱۹۸۷) (۱۹۸۷) - حومه‌نشین‌ها (۱۹۸۹) - دورز (۱۹۹۱) - جورج کنجکاو ۲: آن میمون را دنبال کن! (۲۰۱۰) |  |

## مجموعه‌های تلویزیونی
| نام سریال    | بازیگر | تهیه‌کننده | کارگردان |
| ------------ | ------ | --------- | -------- |
| این ما هستیم | X      | -         | -        |
| نابغه        | -      | X         | -        |

## جوایز

### اسکار
- برنده جایزه اسکار بهترین کارگردانی سال ۲۰۰۱: بابت فیلم ذهن زیبا
- برنده جایزه اسکار بهترین فیلم سال ۲۰۰۱: بابت فیلم ذهن زیبا
- نامزد جایزه اسکار بهترین کارگردانی سال ۲۰۰۸: بابت فیلم فراست/نیکسون
- نامزد جایزه اسکار بهترین فیلم سال ۲۰۰۸: بابت فیلم فراست/نیکسون

### گلدن گلوب
- برنده جایزه گلدن گلوب برای بهترین بازیگر تلویزیونی در یک کمدی-موزیکال سال ۱۹۷۸: روزهای شاد
- نامزد جایزه گلدن گلوب برای بهترین بازیگر نقش مکمل سال ۱۹۷۶: تیرانداز
- نامزد جایزه گلدن گلوب برای بهترین کارگردانی سال ۲۰۰۱: ذهن زیبا
- نامزد جایزه گلدن گلوب بهترین کارگردانی سال ۲۰۰۸: فراست/نیکسون
- نامزد جایزه گلدن گلوب بابت فیلم آپولو ۱۳

### بفتا
- کاندیدای بفتای بهترین کارگردانی برای فیلم ذهن زیبا